# 2326 Тололо
2326 Тололо (2326 Tololo) — астероїд головного поясу, відкритий 29 серпня 1965 року.
Тіссеранів параметр щодо Юпітера — 3,232.
Названо на честь Міжамериканської обсерваторії Серро Тололо (ісп. Cerro Tololo), розташованої в Чилі.